# Hamkorbank
Hamkorbank — коммерческий банк Узбекистана. Банк имеет лицензию № 64, выданную Центральным банком Узбекистана 31 августа 1991 года. По состоянию на 1 декабря 2019 года входит в ТОП-10 банков Узбекистана по объёму активов и капитала. По состоянию на 2022 год, у Hamkorbank есть 47 филиалов и 105 офисов банковских услуг.

## История
1991 год — Получение лицензии и начало деятельности.
1992 год — Член республиканской бирже «Тошкент» и Ассоциации Российских банков.
1993 год — Участник Республиканской валютной бирже Узбекистана и членом Ассоциации банков Узбекистана.
2000 год — АКБ «Андижонбанк» переименован в АКБ «Хамкорбанк».
2001 год — IFC предоставил первую кредитную линию без правительственной гарантии.
2002 год — World Bank предоставил первую кредитную линию по реструктуризации сельхозпредприятий, ЕБРР предоставил линию на микрофинансирование.
2005 год — Банк стал участником системы «SWIFT» и членом платежной системы «VISA».
2009 год — Разработан «Кодекс корпоративной этики».
2010 год — IFC стал акционером Банка.
2011 год — Подписано соглашение с Международной Ассоциацией Развития, начало сотрудничества с KfW.
2012 год — Подписано соглашение компанией «Triple Jump». Банк организовал процессинг выпуску карт VISA и China Union Pay.
2013 год — Банк внедрил новый фирменный знак и логотип, провел ребрендинг.
2014 год — FMO стал вторым иностранным акционером банка. В итоге банк приобрел статус банка с иностранным капиталом.
2015 год — Hamkorbank стал регулярным членом Ассоциации Банков России.
2018 год — Совместный выпуск Hamkorbank и IFC облигации «Samarqand bonds», номинированной в сумах на Лондонской фондовой бирже. «ResponsAbility» стал очередным акционером Банка.
2019 год — «Moody’s» и «S&P Global Ratings» обновили рейтинги Банка, изменения рейтингов — «Позитивный».
2020 год — Подписано Генеральное соглашение с Компанией по рефинансированию ипотеки Узбекистана.
В 2021 году кредитный портфель банка превысил 8 трлн сумов. Подписано соглашение с Всемирным банком реконструкции и развития о выделении кредитной линии на сумму 25 млн долларов США.

## Руководство АКБ «Hamkorbank»
- Председатель Совета АКБ «Hamkorbank» — Ибрагимов Икрам Ибрагимович[16].
- Председатель Правления АКБ «Hamkorbank» — Жураев Бахтиержон Туймуратович[17].

## Финансовые показатели
| Показатели                  | На конец 2021 года* | Ренкинг в банковском секторе (Узб) ** |
| --------------------------- | ------------------- | ------------------------------------- |
| Объем активов               | 12 422,2            | 11                                    |
| Объем собственного капитала | 1 927,6             | 9                                     |
| Объем кредитного портфеля   | 9 333,6             | 9                                     |
| Объем депозитов             | 4 416,2             | 12                                    |

* — в млрд сум.
** — согласно отчету рейтингового агентства «Ahbor reyting».

## Оценка рейтинговых агентств
Mood’s: долгосрочные депозиты в иностранной и национальной валютах — «В2»; долгосрочные кредиты — «b2»; прогноз изменения рейтингов — «Позитивный».
S&P Global Reytings: прогноз рейтингов — «Позитивный» на уровне B+/B.

## Награды и премии
- 2008 год — Признан самым активным банком по программе EBRD по торговому финансированию в Узбекистане.
- 2012 год — Банк стал победителем в номинации "Лидер системы денежных переводов «Быстрая почта» в Узбекистане.
- 2013 год — Журнал «Global Finance» назвал Hamkorbank лучшим банком на развивающихся рынках 2013 года в Азиатском регионе.
- 2013 год — Журнал Asian Banking & Finance назвал Hamkorbank Лучшим Банком для малого и среднего бизнеса Узбекистана в 2013 году.
- 2014 год — Победитель в номинациях «Лучший банк по привлечению иностранных кредитных линий» и «Самый лучший банк по стремлению к поддержке инновационных идей» на выставке «BankExpo-2014».
- 2015 год — Победитель в номинациях «Лучший современный банк, оказывающий услуги клиентам» и «Лучший банк по привлечению иностранных кредитных линий» в Ежегодной выставке «BankExpo-2015».
- 2015 год — Hamkorbank был признан ведущим банком-партнером АБР в Узбекистане[18].
- 2015 год — Банк получил награду от Commerzbank AG за отличное партнерство в сфере документарных операций и международной торговли[19].
- 2016 год — В «TFPAward 2016» Hamkorbank был признан ведущим банком-партнером Азиатского Банка Развития в Узбекистане[20].
- 2019 год — Лучший банк среди всех коммерческих банков Узбекистана по качеству предоставляемых услуг субъектам предпринимательства по версии Ассоциации банков Узбекистана, Торгово-промышленной палаты Узбекистана и Рейтингового Агентства «Ahbor-reyting»[21].
- 2021 год — «Лучший цифровой банк Узбекистана — 2021» по версии журнала Asiamoney[22]. Журнал Asiamoney входит в группу Euromoney.
- 2021 год — Лучший банк в Республике Узбекистан по результатам премии «Бренд года»[23].

## Официальное приложение
Официальным приложением банка является приложение Hamkor Mobile. Приложение выпущено для операционных систем Android и IOS.

## Примечание
1. ↑  PricewaterhouseCoopers. Consolidated Financial Statements and Independent Auditor's Report of Hamkorbank for 2022. Дата обращения: 27 марта 2024. Архивировано 27 марта 2024 года.
2. ↑  Акционерно коммерческий банк “Hamkorbank” с участием иностранного капитала. Центральный банк Республики Узбекистан (25 мая 2021). Дата обращения: 7 октября 2021. Архивировано 25 сентября 2021 года.
3. ↑  Филиалы. HamkorBank. Дата обращения: 7 октября 2021. Архивировано 7 октября 2021 года.
4. ↑  Члены биржи. Дата обращения: 7 октября 2021. Архивировано 7 октября 2021 года.
5. ↑  Организации: Акционерно-коммерческий банк "Hamkorbank". АРБ: Ассоциация российских банков. arb.ru. Дата обращения: 7 октября 2021. Архивировано 7 октября 2021 года.
6. ↑  Валютная биржа -. www.uzrvb.uz. Дата обращения: 7 октября 2021. Архивировано 5 октября 2021 года.
7. ↑  Рейтинги банков. Ассоциация банков Узбекистана. Дата обращения: 7 октября 2021. Архивировано 8 октября 2021 года.
8. ↑  МФК стала акционером. Газета.uz (6 мая 2010). Дата обращения: 7 октября 2021. Архивировано 7 октября 2021 года.
9. ↑  "Хамкорбанк" проводит ребрендинг. UzReport.news. Дата обращения: 7 октября 2021. Архивировано 7 октября 2021 года.
10. ↑  Голландский банк развития (FMO) приобрел 15% акций узбекского «Хамкорбанка». Norma.uz. Дата обращения: 7 октября 2021. Архивировано 7 октября 2021 года.
11. ↑  Акционерно-коммерческий банк «Hamkorbank». Ассоциация банков России. Дата обращения: 7 октября 2021. Архивировано 7 октября 2021 года.
12. ↑  Hamkorbank Welcomes responsAbility-led Investment Company as a New Shareholder. pressroom.ifc.org. Дата обращения: 7 октября 2021. Архивировано 7 октября 2021 года.
13. 1 2 3  Рейтинг. HamkorBank. Дата обращения: 7 октября 2021. Архивировано 7 октября 2021 года.
14. ↑  Кредитный портфель Hamkorbank превысил 8 трлн сумов. Дата обращения: 7 октября 2021. Архивировано 7 октября 2021 года.
15. ↑  Международный банк реконструкции и развития. Дата обращения: 5 октября 2021. Архивировано 5 октября 2021 года.
16. ↑  Совет банка. HamkorBank. Дата обращения: 7 октября 2021. Архивировано 28 сентября 2021 года.
17. ↑  Правление банка. HamkorBank. Дата обращения: 7 октября 2021. Архивировано 28 сентября 2021 года.
18. ↑  АКБ HAMKORBANK - ВЕДУЩИЙ БАНК-ПАРТНЕР АБР В УЗБЕКИСТАНЕ. uzbekistan-geneva.ch. Дата обращения: 7 октября 2021. Архивировано 7 октября 2021 года.
19. ↑  "АКБ “Hamkorbank” удостоен международной награды Commerzbank AG" новости "Hamkorbank" ID#21243. bank.uz. Дата обращения: 7 октября 2021. Архивировано 7 октября 2021 года.
20. ↑  Trade Finance Program Awards 2016 (англ.) (21 сентября 2016). Дата обращения: 7 октября 2021. Архивировано 7 октября 2021 года.
21. ↑  "Hamkorbank признан лучшим банком по качеству предоставляемых услуг субъектам предпринимательства!" новости "" ID#20976. bank.uz. Дата обращения: 7 октября 2021. Архивировано 28 сентября 2021 года.
22. ↑  Uzbekistan's best digital bank 2021: Hamkorbank (англ.). Asiamoney (23 марта 2021). Дата обращения: 7 октября 2021. Архивировано 7 октября 2021 года.
23. ↑  Лучшие бренды страны получили награды Премии «Бренд года 2020». Marketing.uz. Дата обращения: 7 октября 2021. Архивировано 5 октября 2021 года.
24. ↑  Источник. Дата обращения: 16 августа 2022. Архивировано 16 августа 2022 года.